# Felix Mendelssohn
Felix Mendelssohn (Hamburgo, 3 de febrero de 1809-Leipzig, 4 de noviembre de 1847), cuyo nombre completo era Jakob Ludwig Felix Mendelssohn Bartholdy, fue un compositor, director de orquesta y pianista alemán de música romántica, miembro de la misma familia que la pianista y compositora Fanny Mendelssohn (su hermana) y el filósofo Moses Mendelssohn. Educado en la fe judía, más tarde se convirtió al luteranismo y adoptó el apellido Mendelssohn-Bartholdy. En su infancia fue considerado un niño prodigio musical, pero sus padres no trataron de sacar partido de sus habilidades. De hecho, su padre declinó la oportunidad de que Felix siguiera una carrera musical hasta que quedó claro que tenía la firme intención de dedicarse seriamente a ella.
Al éxito inicial en Alemania lo siguió un viaje por toda Europa; Mendelssohn fue recibido particularmente bien en Inglaterra como compositor, director y solista, y sus diez visitas allí, durante las cuales estrenó la mayoría de sus obras, formaron parte importante de su carrera adulta. Fundó el Conservatorio de Leipzig, un bastión de su lucha contra las perspectivas musicales radicales de algunos de sus contemporáneos.
Las obras de Mendelssohn incluyen sinfonías, conciertos, oratorios, oberturas, música incidental, música para piano, música para órgano y música de cámara. También tuvo un importante papel en el resurgimiento del interés en la obra de Johann Sebastian Bach. Sus gustos musicales esencialmente conservadores lo separaron de muchos de sus contemporáneos más aventurados, como Franz Liszt, Richard Wagner o Hector Berlioz. Después de un largo periodo de denigración debido al cambio de los gustos musicales y el antisemitismo a finales del siglo XIX y comienzos del XX, su originalidad creativa tiene un buen reconocimiento, ha sido evaluada de nuevo y se ha convertido en uno de los compositores más populares del periodo romántico.

## Biografía

### Infancia

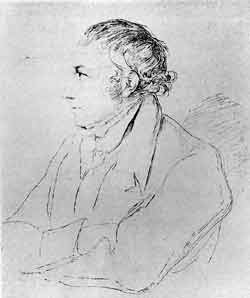
Abraham Mendelssohn, padre del compositor.

Felix Mendelssohn, cuyo nombre completo fue Jakob Ludwig Felix Mendelssohn Bartholdy, nació el 3 de febrero de 1809 en Hamburgo (Confederación del Rin, actual Alemania), hijo del matrimonio entre el banquero Abraham Mendelssohn (apellido que más tarde cambiaría a Mendelssohn Bartholdy), nieto del famoso filósofo judeoalemán Moses Mendelssohn, y Lea Salomon, miembro de la familia Itzig y hermana de Jakob Salomon Bartholdy. Felix era el segundo de tres hermanos: Fanny (1805-1847) la primogenita, Rebecka (1811-1858), casada con el matemático Peter Gustav Lejeune Dirichlet, y Paul (1812-1874), el menor de la familia.
Abraham, su padre, renunció a la religión judía, por lo que Felix y sus tres hermanos no recibieron educación religiosa, pero fueron bautizados como cristianos, concretamente como protestantes luteranos. Fue en 1816 en que Felix tomó los nombres adicionales de Jakob Ludwig. Abraham y su esposa, por su parte, no fueron bautizados sino hasta 1822. La familia asumió el apellido Bartholdy a sugerencia del hermano de Lea, Jakob Salomon Bartholdy, que lo había adquirido en propiedad y era el suyo propio, con la finalidad de evitar el antisemitismo de la sociedad alemana de la época y de este modo poder desenvolverse sin problemas en ella. Abraham explicó más tarde esta decisión por carta a Felix como una manera de romper con las tradiciones de su padre Moses: «No puede haber un Mendelssohn cristiano del mismo modo que no puede haber un Confucio judío». Felix no abandonó completamente el apellido Mendelssohn, en deferencia a su padre, por ello firmaba sus cartas y tenía impresas tarjetas de visita usando la forma «Mendelssohn Bartholdy».

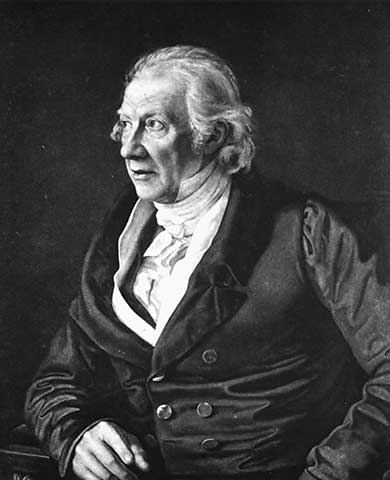
Carl Friedrich Zelter, de quien Mendelssohn comenzó a recibir clases de composición en 1817 en Berlín, fue una gran influencia en su carrera futura.

En 1811, cuando Felix tenía dos años, su familia se trasladó a Berlín, donde creció y se educó dentro de un entorno con gran influencia intelectual. Los padres, habían recibido una educación que les había proporcionado diversos conocimientos culturales: Por ejemplo, la madre hablaba varios idiomas, tocaba el piano y dibujaba de «modo admirable», habilidad esta última que también poseía su hijo. También se daba que, muchas de las grandes mentes de Alemania visitaban con frecuencia el hogar familiar de Mendelssohn en Berlín, entre ellos destacaban Wilhelm y Alexander von Humboldt. Su hermana Rebecca se casó con el matemático belga Peter Gustav Lejeune Dirichlet. La educación de los hermanos Mendelssohn fue muy rígida: Los padres adecuaron la creación de un entorno de trabajo para el desarrollo de sus hijos, con la finalidad de que aprovecharan la gran cultura que podían darles con sus recursos económicos. Fanny se convirtió en una destacada pianista y en una compositora aficionada, y en un principio Abraham llegó a pensar que ella, en lugar de su hermano, debería haberse dedicado a la música. Sin embargo, en ese momento, ellos (Abraham o Felix) no consideraron apropiado que una mujer tuviera una carrera musical, por lo que Fanny permaneció como una compositora aficionada. Seis de sus primeras canciones fueron publicadas posteriormente con su consentimiento bajo el nombre de Félix.
Como Wolfgang Amadeus Mozart antes que él, Mendelssohn era un niño prodigio que tocaba el piano con maestría y componía piezas musicales. Cuando tenía seis años recibió lecciones de piano de su madre y con siete tuvo una profesora de piano, Marie Bigot, formada en París. Desde 1817 comenzó a recibir clases de composición con Carl Friedrich Zelter en Berlín. este fue una gran influencia en su carrera futura. Empleaba como base de su enseñanza musical El clave bien temperado, de Johann Sebastian Bach, pues admiraba y difundía entre sus alumnos las obras de este. Casi con total seguridad, Zelter había sido recomendado como profesor de Felix por su tía Sarah Levy, que había sido alumna de Wilhelm Friedemann Bach y mecenas de Carl Philipp Emanuel Bach, y era una talentosa intérprete autodidacta al teclado; a menudo interpretaba con la orquesta de Zelter en la Singakademie de Berlín (de la que ella y la familia Mendelssohn también eran mecenas). Sarah había reunido una importante colección de manuscritos de la familia Bach que legó a la Singakademie. Zelter, cuyos gustos musicales eran conservadores, también era admirador de la música de Johann Sebastian Bach. Según Werner, este hecho tuvo un papel significativo en la formación de los gustos musicales conservadores de Felix Mendelssohn. Las obras del propio Mendelssohn muestran su estudio del Barroco y los comienzos del clasicismo. Sus fugas y obras corales sobre todo reflejan una claridad tonal y un uso del contrapunto, que remite al estilo de Johann Sebastian Bach, por cuya música estaba fuertemente influido.

### Madurez prematura

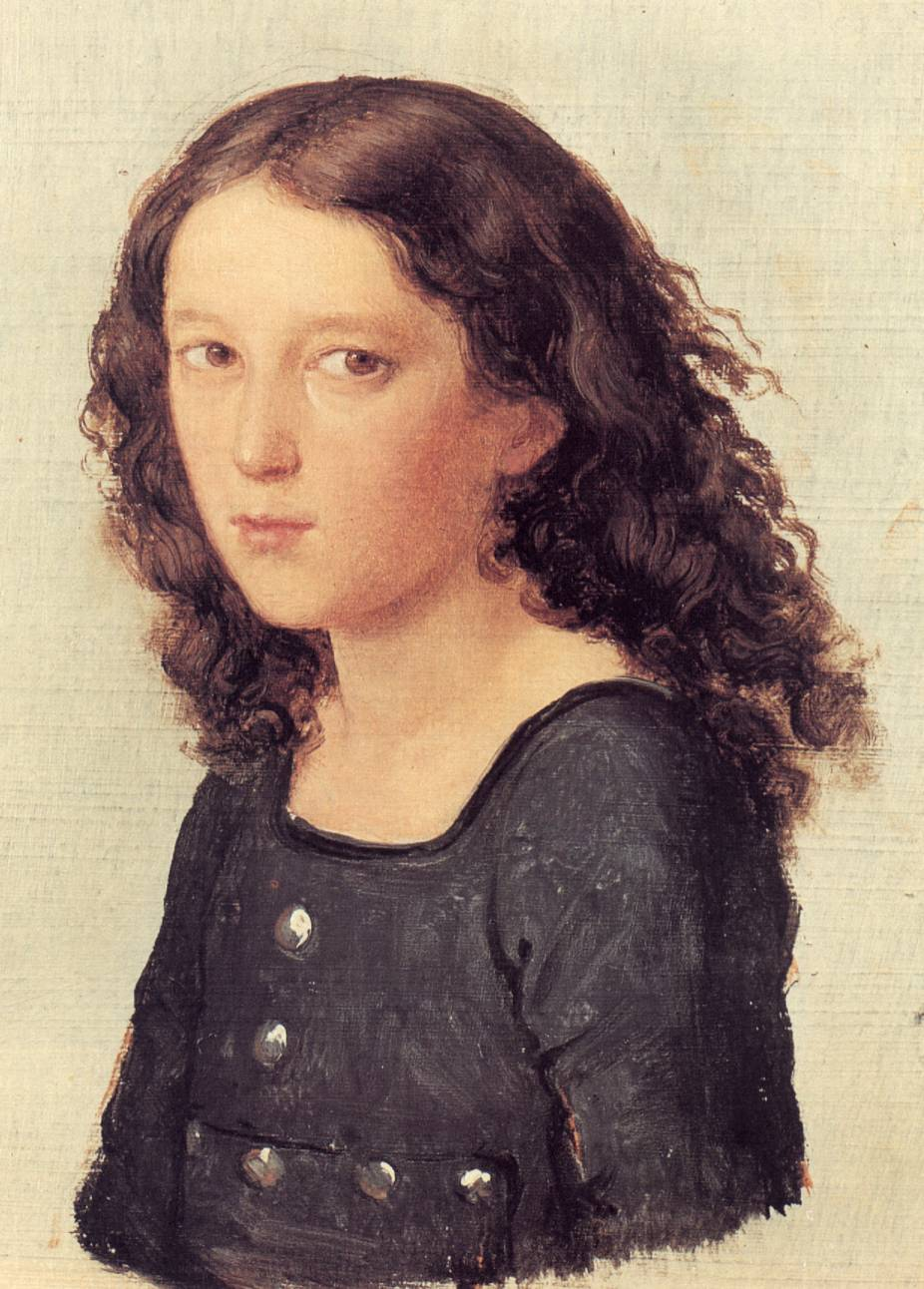
Felix Mendelssohn en 1821, a los doce años de edad, retratado por Carl Joseph Begas.

Probablemente la primera aparición pública de Mendelssohn fue cuando tenía nueve años durante un concierto de música de cámara en el que acompañaba a un dúo de trompas. Cuando era adolescente, a menudo interpretaba sus propias obras en casa, acompañado de una orquesta privada, para los socios de sus padres entre la élite intelectual de Berlín. También fue un compositor prolífico a una temprana edad, dado que a los diez años comenzó a componer y a los once ya había escrito un trío para piano y cuerdas, una sonata para piano y violín, cuatro piezas para órgano, una opereta cómica en tres actos y una cantata; a los doce compuso cinco cuartetos para cuerdas, nueve fugas, varias piezas para piano y dos operetas; a los trece tocó en público un concierto suyo para piano y compuso su primera obra publicada, un cuarteto para piano (probablemente Abraham Mendelssohn consiguió la publicación de este trabajo por la casa de Adolf Martin Schlesinger); y a los catorce disponía de una orquesta privada. Estas obras permanecieron en el olvido durante más de un siglo, pero ahora han sido grabadas y de vez en cuando son interpretadas en conciertos.
En 1824, al cumplir los quince, se ensayó por primera vez su ópera Los dos sobrinos (Die beiden Neffen oder der Onkel aus Boston, abreviado simplemente como Die beiden Neffen) con orquesta, terminó su duodécima sinfonía juvenil, que es anterior a sus cinco sinfonías conocidas, y compuso su Primera Sinfonía en do menor (op. 11). Ese mismo año recibió clases del compositor y virtuoso del piano Ignaz Moscheles, quien sin embargo confesó en sus diarios que tenía poco que enseñarle.
En 1825, a la edad de 16 años, escribió su Octeto en mi ♭ mayor. Este octeto y su obertura de concierto El sueño de una noche de verano, basada en la obra homónima de William Shakespeare y que escribió un año más tarde, son probablemente las más famosas de su adolescencia. Escribió la música incidental para la obra 16 años más tarde, en 1842, incluyendo la famosa Marcha nupcial. Esta obertura es quizás el ejemplo más temprano de una «obertura de concierto», es decir, una pieza no escrita deliberadamente para acompañar una representación en un escenario pero que evoca un tema literario en la interpretación de un concierto. La obertura fue un género que se popularizó en el Romanticismo musical. 
A pesar del éxito musical que tenía Felix, ya se acercaba a la edad en la cual debía optar por una carrera y su padre quería estar realmente seguro de que su hijo podía ganarse la vida como músico. Para ello, el banquero llevó a su hijo a París en la primavera de 1825, con la intención de conocer la opinión del famoso compositor italiano Luigi Cherubini, director del Conservatorio de la ciudad. Cherubini recibió con entusiastas elogios el Cuarteto para piano n.º 3 en si menor op. 3 de Mendelssohn y afirmó sobre él: «Conseguirá mucho; en realidad, ya lo ha conseguido».

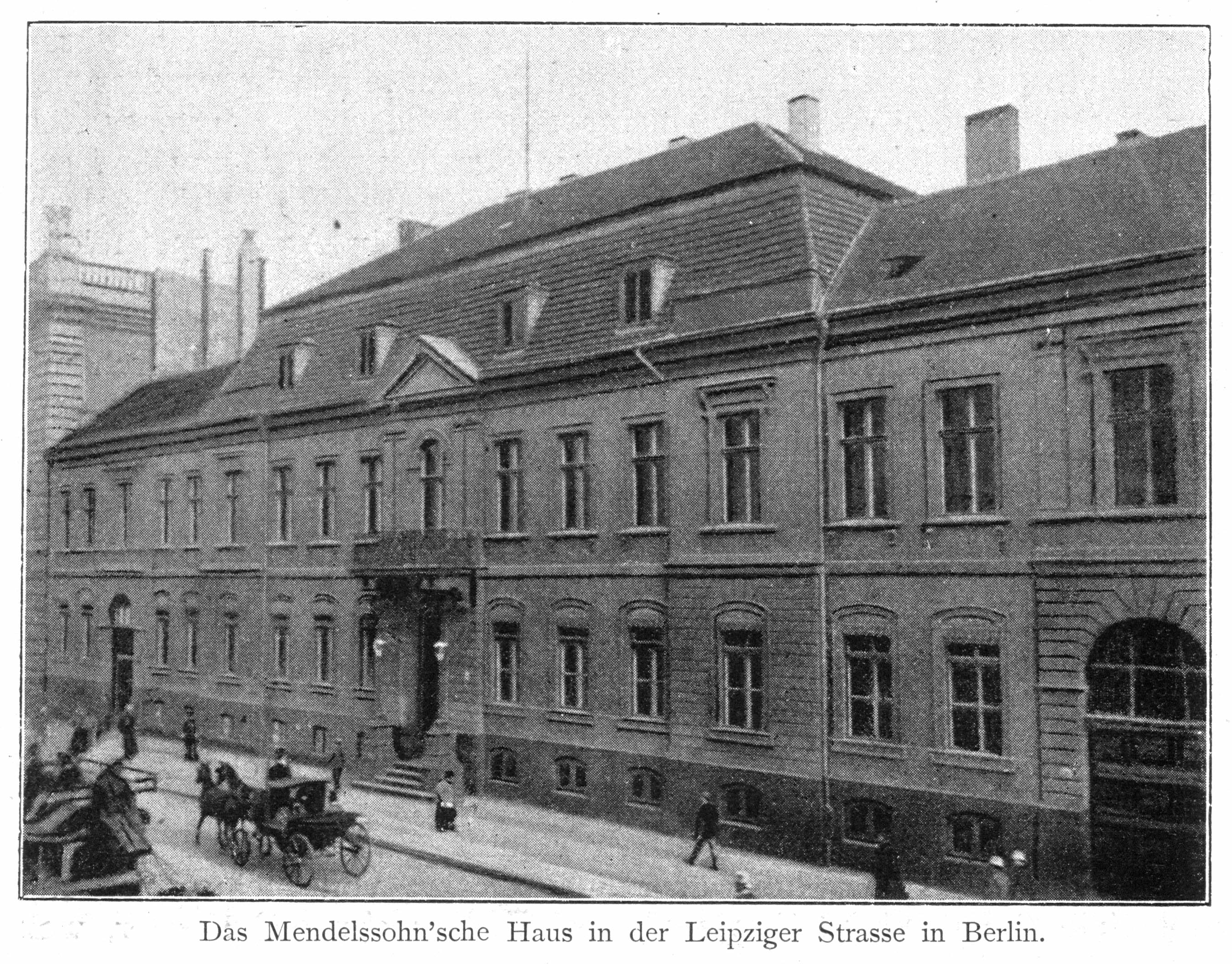
En el verano de 1825, la familia Mendelssohn se trasladó a una mansión en el número 3 de Leipzigerstraße, a las afueras de Berlín (vista de la casa en 1900).

Durante ese verano, la familia Mendelssohn se trasladó a su nuevo domicilio en una mansión situada en las afueras de Berlín, en el número 3 de Leipzigerstraße. Este lugar fue fuente de inspiración de muchas obras del joven Felix y también fue el centro social y musical de Berlín. En la parte posterior del edificio existía un jardín de unos siete acres, que originariamente había formado parte del coto de caza de Federico II. En el centro del jardín y en sitio privilegiado, había una pérgola pintada al fresco con «capacidad para varios cientos de personas», que permanecía abierta en verano y era cerrada con cristales en invierno, y se convertía en teatro y salón de conciertos. A estas veladas musicales en casa de los Mendelssohn asistieron algunas personalidades muy notables de la época, como Alexander von Humboldt, Georg Wilhelm Friedrich Hegel, Johann Gustav Droysen, Ignaz Moscheles, Friedrich August Rosen, Heinrich Heine o Adolf Bernhard Marx, entre otros.
En 1827 tuvo lugar el estreno, y única representación en vida del compositor, de su ópera Die Hochzeit des Camacho (La boda de Camacho). El fracaso de esta producción hizo que desechara la idea de aventurarse en este género otra vez.
Aparte de la música, la educación de Mendelssohn incluyó el arte, la literatura, idiomas y filosofía. Era un artista experto con el lápiz y la acuarela, hablaba (aparte de su alemán nativo) inglés, italiano y latín, y estaba interesado en la literatura clásica; tradujo la comedia Andria, de Publio Terencio Africano, en 1825 para su tutor Carl Wilhelm Ludwig Heyse, que se mostró impresionado y la publicó en 1826 como una obra de «su alumno, F***». Esta traducción también permitió que Mendelssohn pudiera estudiar en la Universidad de Berlín, donde asistió desde 1826 hasta 1829 a conferencias sobre estética con Georg Wilhelm Friedrich Hegel, de Historia con Eduard Gans y sobre geografía con Carl Ritter.

### Weber y Goethe

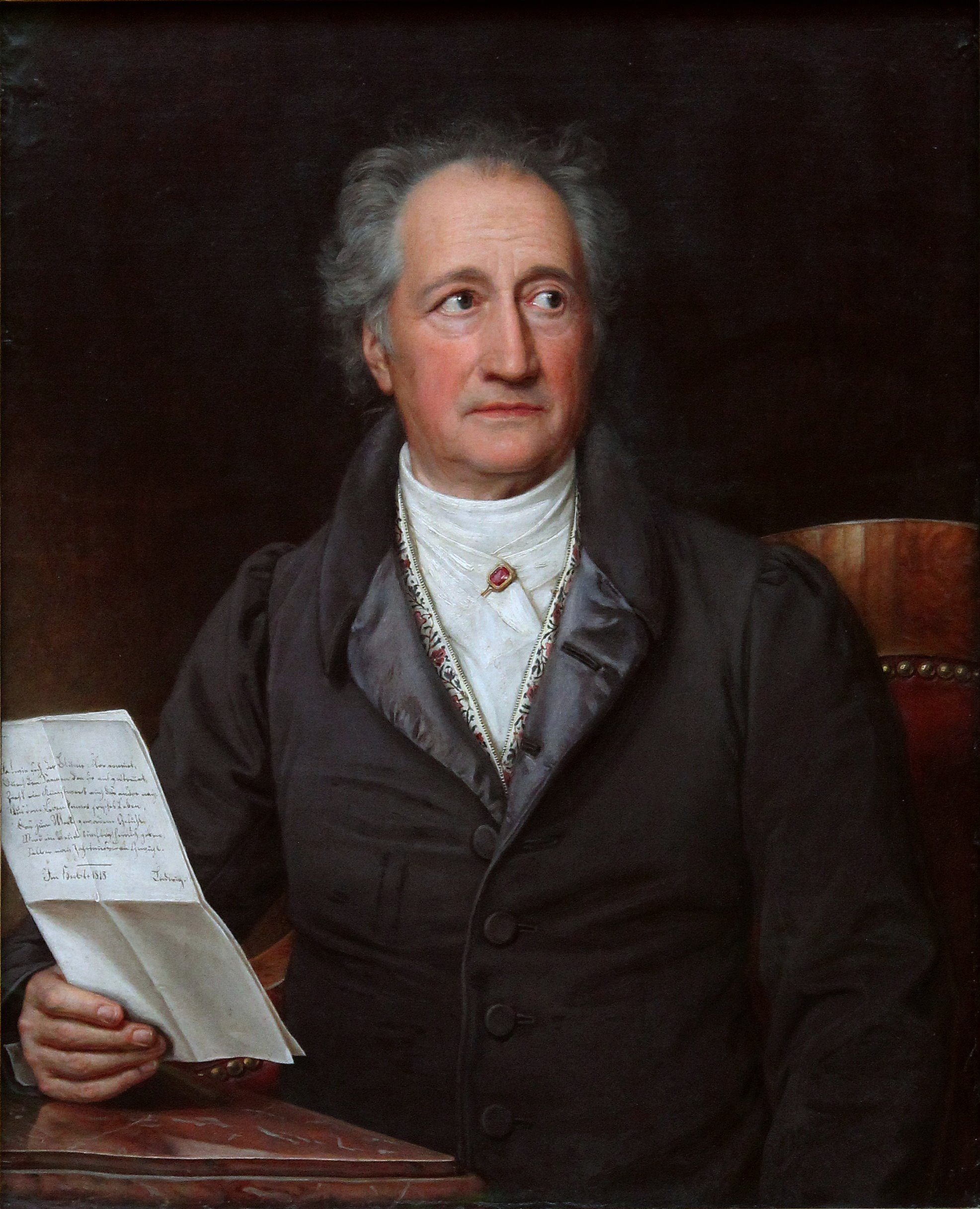
Mendelssohn conoció a Johann Wolfgang von Goethe el 6 de noviembre de 1821 y el poeta quedó enormemente impresionado con él.

En 1821 el joven Felix había visto la ópera de Carl Maria von Weber Der Freischütz (El cazador furtivo) y se mostró admirado con ella. La influencia de Weber fue decisiva en la vocación profesional del joven Mendelssohn y el talento literario de este fue tan precoz como su genio musical. El 6 de noviembre del mismo año, su maestro Zelter lo llevó a visitar a Johann Wolfgang von Goethe, de 72 años, en Weimar. El joven músico, luego, escribió a su madre una carta sobre el poeta: 

No me sorprende que la figura del anciano caballero resulte imponente, Goethe no es mucho más alto que papá, pero su aspecto, su lenguaje y su nombre son imponentes. Su pelo no es del todo blanco, su paso es firme y sus maneras suaves, pero la fuerza de su voz es maravillosa y puede gritar como diez mil guerreros.

Goethe estaba tan enormemente sorprendido con Mendelssohn, que realizó la siguiente comparación con Wolfgang Amadeus Mozart en una conversación con Zelter:

«Los prodigios musicales [...] son probablemente muy raros pero lo que este pequeño hombre puede hacer improvisando y tocando a primera vista está cercano al milagro y no podía creer que esto fuera posible a tan corta edad». «¿Y has oído a Mozart con sus siete años en Fráncfort?», dijo Zelter. «Sí», contestó Goethe, «[...] pero lo que tu alumno ya logra en relación con lo que Mozart logró en ese tiempo, es similar a la relación que hay entre la conversación cultivada de una persona adulta con el balbuceo de un niño».

Mendelssohn fue invitado a encontrarse con Goethe en varias ocasiones posteriormente y musicalizó algunos de sus poemas; otras de sus composiciones estuvieron inspiradas por obras de Goethe, incluyendo a las oberturas Meeresstille und glückliche Fahrt (Mar calmado y próspero viaje) op. 27 de 1828 y la cantata Die erste Walpurgisnacht (La primera noche de Walpurgis) op. 60 de 1832.

### Redescubrimiento de Bach

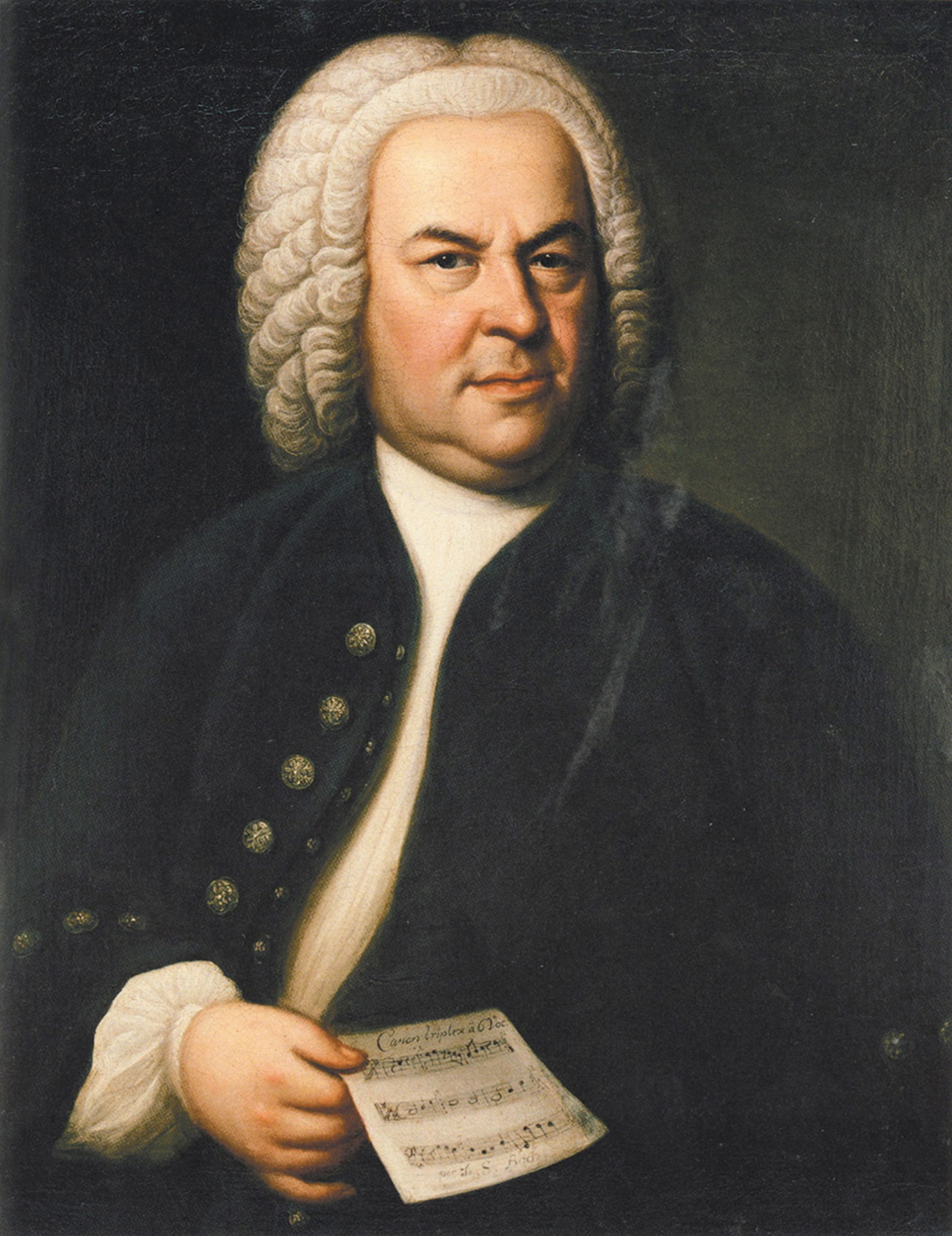
Mendelssohn recuperó la Pasión según San Mateo de Johann Sebastian Bach, que no había sido interpretada desde la muerte de este en 1750.

Mendelssohn le propuso a su maestro, Zelter, dirigir en público la Pasión según San Mateo, de Johann Sebastian Bach, al que admiraba gracias a su maestro. Por razones técnicas, Zelter consideró imposible la ejecución de esta obra, pero el ímpetu de Felix se impuso y, con el apoyo de Zelter y la ayuda de un amigo, el actor Eduard Devrient, se interpretó esta obra el 11 de marzo de 1829 en Berlín. Era la primera vez que se ejecutaba desde la muerte de Bach en 1750 y Mendelssohn realizó los arreglos y dirigió la orquesta y Zelter los coros de la Singakademie de Berlín. El éxito de esta representación fue un elemento importante en el redescubrimiento de Bach para el gran público en Alemania y, más tarde, en toda Europa, ya que por aquella época predominaba la música de Joseph Haydn, Wolfgang Amadeus Mozart, Carl Maria von Weber, Gaspare Spontini, Gioachino Rossini, Christoph Willibald Gluck, Carl Heinrich Graun, Johann Friedrich Fasch y Georg Friedrich Händel. Este éxito le proporcionó a Mendelssohn una gran aceptación entre el público cuando solo tenía 20 años. También llevó a una de las pocas referencias que Mendelssohn hizo sobre sus orígenes: «¡Pensar que se ha tenido a un actor y al hijo de un judío (Judensohn) para reanimar la mejor música cristiana para el mundo!».

### Viajes a Gran Bretaña e Italia
Tiempo después, siguiendo los consejos de su padre, Felix Mendelssohn emprendió una serie de viajes para dar a conocer su talento en otras tierras. En abril de 1829, visitó Inglaterra por primera vez. Moscheles se había instalado en Londres y lo presentó en influyentes círculos musicales. Dirigió en Londres un concierto en la Sociedad Filarmónica en el que interpretaron su Primera Sinfonía y que fue un gran éxito. Los críticos aclamaron su música y su obra. Cinco días más tarde, Felix hizo su primera aparición como pianista tocando de memoria el Konzerstück de Weber. En verano visitó Edimburgo, donde entabló amistad con el compositor John Thomson. En sus siguientes visitas a Londres conoció a la reina Victoria y a su marido, el príncipe Alberto, ambos grandes admiradores de su música. 
Escocia inspiró dos de sus obras más conocidas, su poema sinfónico (aunque titulado «Obertura») de 1830 titulado Las Hébridas, también conocido como La gruta de Fingal, que se interpreta regularmente en la actualidad; y su Tercera Sinfonía, denominada Escocesa, que Mendelssohn escribió de forma intermitente entre 1830 y 1842. Ambas obras están inspiradas en paisajes y temas populares de Escocia, como la gruta de Fingal, que no solo despertaron su genio musical, sino también su inspiración poética. Su oratorio Elías fue estrenado en Birmingham en el Triennial Music Festival el 26 de agosto de 1846. En su última visita a Inglaterra en 1847 fue el solista en el Concierto para piano n.º 4 de Ludwig van Beethoven y dirigió su Sinfonía Escocesa con la Orquesta Filarmónica ante la pareja Real. Realizó diez visitas a Gran Bretaña a lo largo de su vida, haciendo un total aproximado de 20 meses, en los que tuvo grandes ganancias económicas, suficientes para que Mendelssohn se llevara una profunda impresión de la vida musical británica. No se dedicó únicamente a componer e interpretar, sino que también centró sus esfuerzos en realizar las primeras ediciones críticas para algunas editoriales de los oratorios de Georg Friedrich Händel y de la música para órgano de Johann Sebastian Bach. En Londres estuvo trabajando en varias obras: una pieza para órgano para el casamiento de su hermana Fanny con el pintor Wilhelm Hensel y una opereta para las bodas de plata de sus padres.
Una vez restablecido de un accidente sufrido en la rodilla y que lo postró durante dos meses en cama, retornó a sus viajes. Uno de sus numerosos viajes por Europa lo llevó a Italia en otoño de 1830, donde se inspiró para su Cuarta Sinfonía llamada Italiana, una de sus obras más conocidas. Conoció a Hector Berlioz en Roma y a Franz Liszt en París. En 1832 escribió la Sinfonía La Reforma, que sería su quinta y última sinfonía.

### Düsseldorf, Leipzig y Berlín

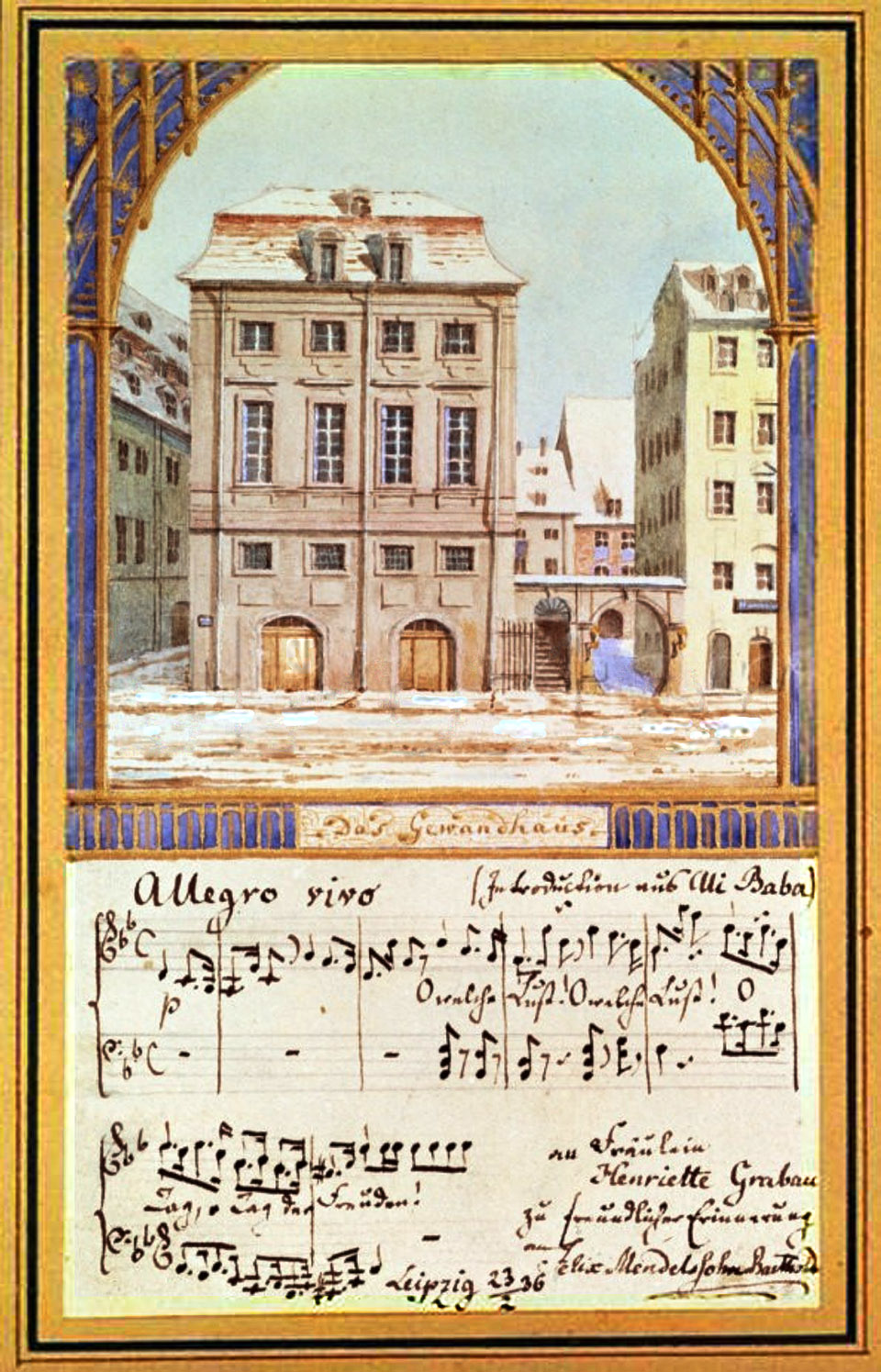
Acuarela de Mendelssohn de 1836, representando a la Gewandhaus.

Tras la muerte de Zelter en 1832, Mendelssohn tenía algunas esperanzas de hacerse con su puesto de director de la Singakademie de Berlín. Sin embargo, fue derrotado por Karl Rungenhagen tras una votación en enero de 1833. Esto pudo deberse a la juventud de Mendelssohn y el miedo a las posibles innovaciones; también algunos sospecharon que pudo ser debido a su linaje judío. Después de este rechazo, Mendelssohn dividió la mayor parte de su tiempo profesional durante los siguientes años entre Inglaterra y Düsseldorf, donde fue designado como director musical en 1833 con un buen sueldo. En la primavera de aquel año dirigió el Lower Rhein Music Festival, comenzándolo con una representación del oratorio de Georg Friedrich Händel Israel en Egipto basado en la partitura original que había encontrado en Londres. Este hecho puede ser considerado como el principio de un renacimiento de Händel en Alemania iniciado por Mendelssohn, al igual que había despertado de nuevo el interés por Bach. Mendelssohn trabajó con el dramaturgo Karl Leberecht Immermann para mejorar las normas de teatro locales e hizo su primera aparición como director de ópera en la producción de Immermann de Don Giovanni de Mozart a finales de 1833, cuando se mostró resentido ante las protestas de la audiencia sobre el coste de la entrada. Felix Mendelssohn ya era considerado, pues, un músico profesional. A pesar de desempeñar una gran labor, tuvo problemas con el intendente de la ciudad. Debido a ello y a su frustración en sus obligaciones cotidianas en Düsseldorf y su provincialismo, dimitió de su cargo a finales de 1834 «antes que someterme a intrigas y mezquindades». Pesó en la decisión el hecho de que había recibido además una invitación para dirigir en Leipzig. 
Viajó a esa ciudad en 1835, para hacerse cargo de la dirección de la Orquesta de la Gewandhaus. Este nombramiento fue sumamente importante para él, ya que hizo que se sintiera como un alemán y deseó tener un papel importante en la vida musical de su país. En este sentido, este nombramiento supuso una reparación moral por su decepción con el nombramiento de la Singakademie. A pesar de los esfuerzos del rey de Prusia, Federico Guillermo III, para atraerlo a Berlín, Mendelssohn estaba concentrado en el desarrollo de su vida musical en Leipzig, trabajando no solo con la orquesta sino también con el teatro de ópera, el Coro de la iglesia de Santo Tomás y otros coros e instituciones musicales de la ciudad. Los conciertos que dio Mendelssohn incluyeron, aparte de muchas de sus propias obras, tres series de «conciertos históricos» y numerosas obras de sus coetáneos. En noviembre de ese año, a los pocos meses de su llegada a Leipzig, experimentó la primera gran pena de su vida: el fallecimiento de su padre de un ataque al corazón. 

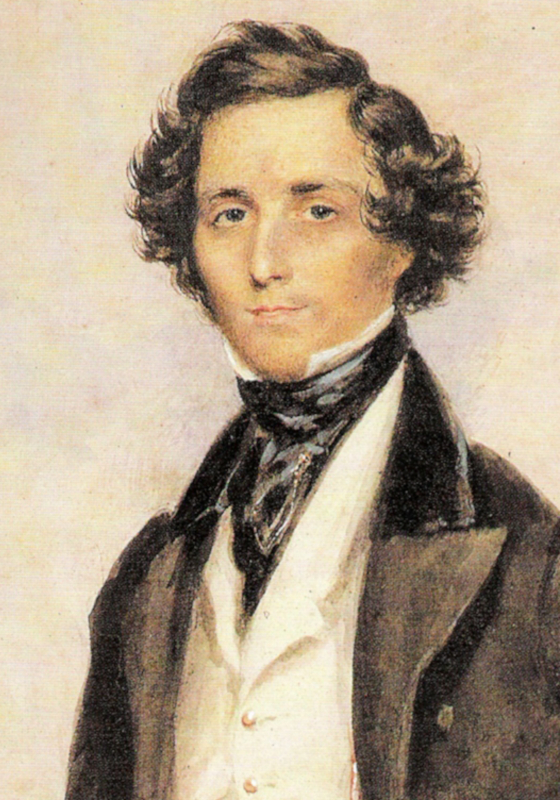
Mendelssohn en 1829, con 20 años de edad.

El 28 de marzo de 1837, Felix Mendelssohn contrajo matrimonio con Cécile Jeanrenaud, hija de un clérigo protestante francés, cuando ella tenía 17 años de edad y él 27. A Mendelssohn le llovieron las ofertas musicales de compositores principiantes y consagrados; entre estos estaba Richard Wagner que le envió su primera sinfonía, que, para disgusto de Wagner, Mendelssohn extravió o perdió. Mendlessohn fue también capaz de reanimar el interés por la obra de Franz Schubert. Robert Schumann descubrió el manuscrito de la Novena Sinfonía de Schubert y se lo envió a Mendelssohn, quien puntualmente la estrenó en Leipzig el 21 de marzo de 1839, más de una década después de la muerte del compositor.
Un hito conseguido por Mendelssohn durante los años de su estancia en Leipzig fue el estreno de su oratorio Paulus, que tuvo lugar en el Lower Rhine Festival en 1836, poco después de la muerte de su padre. Muchos de los contemporáneos de Mendelssohn opinaron que Paulus era su trabajo más fino y más excepcional y puso el sello a su reputación europea. Los escépticos incluyeron a Heinrich Heine que escribió sobre esta obra «el mejor y más ingenioso cálculo, la inteligencia aguda y, finalmente, la carencia completa de veteranía. ¿Pero hay en el arte alguna originalidad de genio sin veteranía?»; anticipando a Wagner y a muchos de los críticos posteriores de Mendelssohn que atacaron la supuesta desenvoltura del compositor.

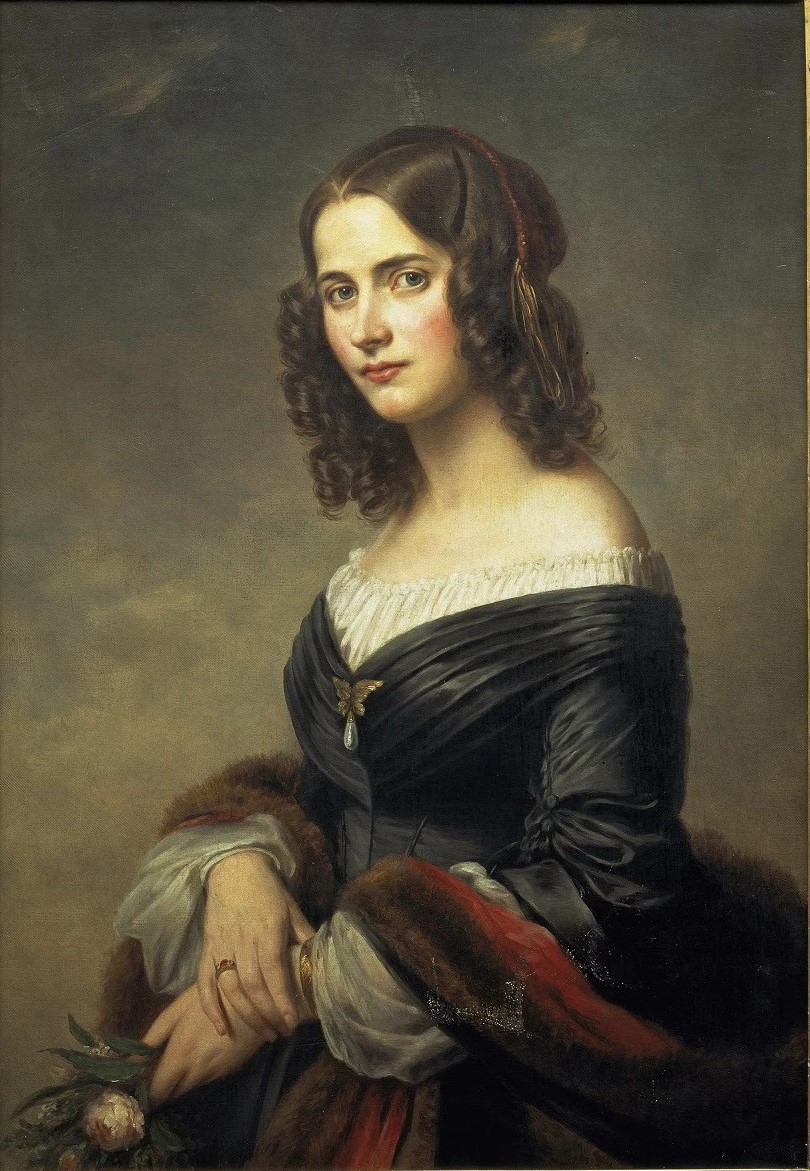
Cécile Jeanrenaud, esposa de Mendelssohn, en 1846 por Eduard Magnus.

Federico Guillermo IV accedió al trono prusiano en 1840 con la ambición de convertir a Berlín en centro cultural. Esta incluía el establecimiento de una escuela de música y reformar la música sacra. La elección obvia como cabeza de estas reformas fue Mendelssohn, quien era sin embargo reacio a asumir dicha tarea, un rechazo asociado quizás con anteriores decepciones en la ciudad, especialmente teniendo en cuenta su posición de fuerza en Leipzig en aquella época. Aunque Mendelssohn pasó algo de tiempo en Berlín escribiendo alguna obra sacra y también, a requerimiento del Rey, música para la producción de la Antígona de Sófocles, la fundación de la escuela nunca se materializó y varias de las promesas (en términos financieros, título y programación de conciertos) hechas a Mendelssohn por la corte no se cumplieron. En 1842, Mendelssohn tenía unos 33 años y la vida le sonreía: gozaba de incuestionable prestigio e independencia económica. Ese mismo año, compuso música para determinados pasajes de la obra de Shakespeare El sueño de una noche de verano, para la que ya había escrito la obertura. Una de las piezas de esta obra es la famosa Marcha nupcial, que se sigue tocando en la actualidad en numerosas bodas.
Sin embargo, en 1843, Mendelssohn fundó una importante escuela de música, el Conservatorio de Leipzig, y persuadió a Ignaz Moscheles y a Robert Schumann para que se unieran a él; otros prominentes músicos, incluyendo a los intérpretes de cuerdas Ferdinand David y Joseph Joachim, y al teórico musical Moritz Hauptmann, también se convirtieron en miembros del Conservatorio. Después de la muerte de Mendelssohn en 1847, su tradición conservadora fue mantenida por Moscheles, que lo sucedió como director del Conservatorio.

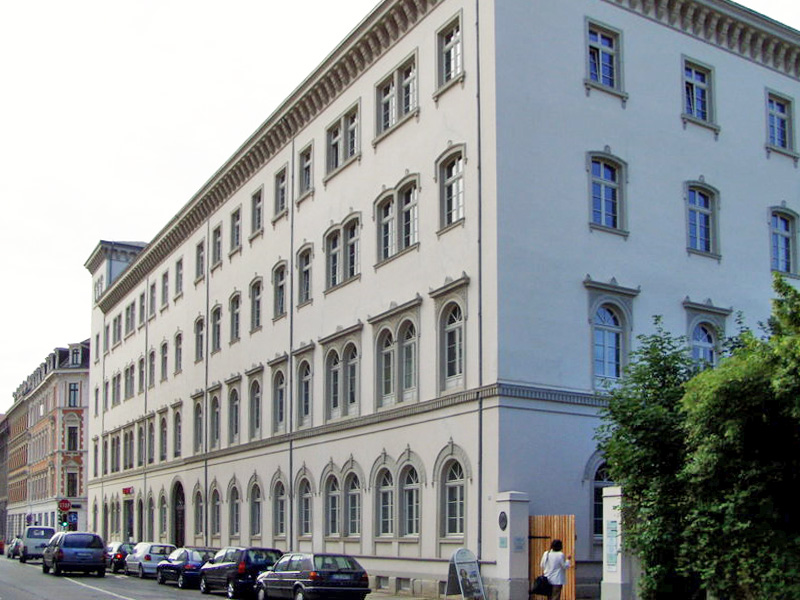
Casa de Mendelssohn en Leipzig, donde falleció.

En 1844, alternó su tiempo entre Leipzig y Berlín. Compuso gran cantidad de obras, como el famoso Concierto para violín, trabajó con afán para erigir un monumento a Johann Sebastian Bach, dirigió e interpretó conciertos en Alemania e Inglaterra, muchos de ellos «a beneficio» o de carácter caritativo. Toda esta gran tarea lo dejó extenuado y sufría de severos dolores de cabeza y fatiga aguda. Por ello Mendelssohn suspendió sus actividades por un tiempo, dejó Berlín y se retiró a Fráncfort. En 1845 volvió al puesto de director de concierto de la Gewandhaus de Leipzig, y con ello a todas sus actividades anteriores: componer, dirigir, enseñar, etc. En 1846, visitó Inglaterra por última vez, donde ofreció conciertos en varias ciudades. Fue invitado a tocar en el Palacio de Buckingham en presencia de la reina Victoria y del príncipe Alberto. Los compositores contemporáneos lo consideraban el más significativo de los compositores germanos de las décadas de 1830 y 1840, y su influencia era enorme.

### Fallecimiento

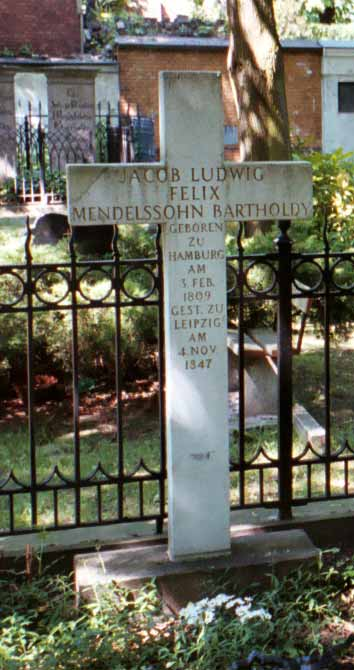
Lápida de Felix Mendelssohn.

Mendelssohn volvió a Leipzig. Sufrió problemas debidos a su mala salud en los últimos años de su vida, probablemente agravados por problemas nerviosos y el exceso de trabajo. Por recomendación médica, aceptó ayuda de otros para cumplir sus tareas; pero el 14 de mayo de 1847 falleció súbitamente su hermana Fanny, víctima de embolia cerebral, y el golpe que le produjo la noticia le causó un derrame cerebral. Se restableció transitoriamente y retornó a su trabajo. Escribió algunas composiciones, dio unos pocos conciertos, pero había algo en su arte que lo hacía diferente de sus épocas anteriores. Señaló su amigo Henry Chorley: «Cuando lo oí tocar, sentí como si me hubiera despedido para siempre del músico». La enfermedad del músico era mental y violentos dolores de cabeza le provocaban desvanecimientos. 
Antes de su recaída final escribió una canción más: «Nachtlied». Cuando Mendelssohn estaba gravemente enfermo, un gentío se agolpaba en la puerta de su residencia y se publicaban boletines cada hora sobre su estado de salud. Alrededor de las 21:00 del día 4 de noviembre de 1847, el compositor se hallaba inconsciente, rodeado por su familia y amigos. Murió a los 38 años de edad. Su abuelo Moses, su hermana Fanny y algunos otros de sus familiares habían fallecido a causa de apoplejías similares. Su funeral tuvo lugar en la Paulinerkirche de Leipzig y fue enterrado en el cementerio trinitario de Berlín-Kreuzberg.

## Vida privada
Mendelssohn fue un entusiasta artista aficionado, incluyendo el dibujo, la acuarela y la pintura al óleo. Su abundante correspondencia muestra que también pudo ser un ingenioso escritor en alemán e inglés, a veces acompañando su texto con dibujos humorísticos y viñetas.
Aunque la imagen de Mendelssohn fuera la de una persona culta, especialmente después de su muerte, un hombre siempre sereno, feliz y de temperamento apacible, a menudo sufría alarmantes cambios de estado de ánimo que de vez en cuando hacían que se derrumbara emocionalmente. Por ejemplo, en una ocasión en la década de 1830 cuando no se cumplieron sus deseos «su excitación fue aumentando tan terriblemente [...] que cuando la familia fue reunida [...] él comenzó a hablar incoherentemente, y en inglés, para gran terror de todos ellos. Su padre le habló con voz severa durante el último torrente salvaje de palabras; lo llevaron a la cama y un sueño profundo de doce horas lo devolvió a su estado normal». Según Sterndale Bennett, tal ataque puede estar relacionado con su temprana muerte.

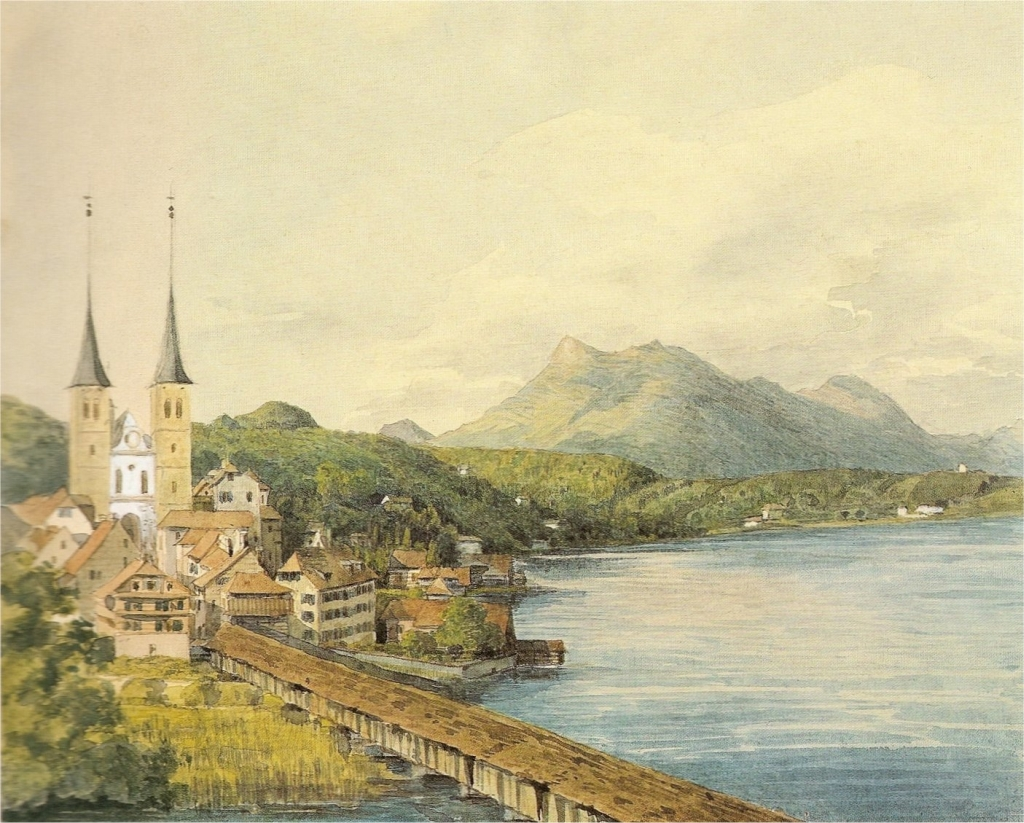
Vista de Lucerna, acuarela de Felix Mendelssohn de 1847.

Mendelssohn contrajo matrimonio con Cécile Jeanrenaud, hija de un clérigo protestante francés, el 28 de marzo de 1837, cuando ella tenía 17 años de edad y él 27. La pareja tuvo cinco niños: Carl, Marie, Paul, Lili y Felix August. El hijo menor, Felix August, contrajo el sarampión en 1844 y falleció joven debido a su precaria salud en 1851. El mayor, Carl, se convirtió en un distinguido historiador y profesor de historia de las universidades de Heidelberg y Friburgo, falleciendo en 1897. Paul Mendelssohn Bartholdy (1841-1880) fue un destacado químico y pionero en la fabricación de tinte de anilina. Marie se casó con Victor Benecke y vivió en Londres. Lili contrajo matrimonio con Adolphe Wach, posteriormente profesor de Derecho en la Universidad de Leipzig. Cécile falleció algo menos de seis años después que su marido, el 25 de septiembre de 1853.

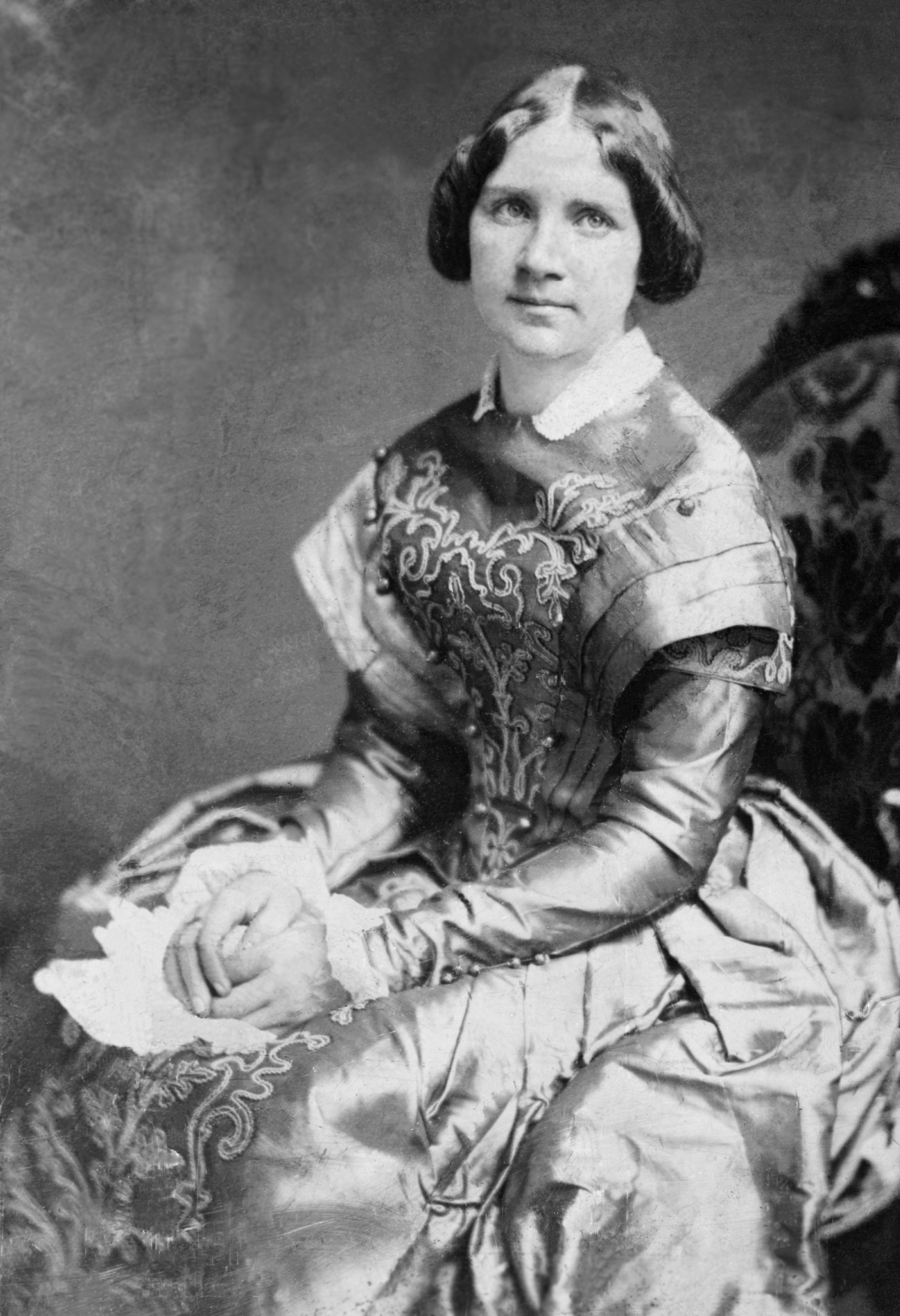
Mendelssohn mantuvo una ambigua relación con la famosa soprano sueca Jenny Lind.

En general, parece que la vida privada de Mendelssohn fue convencional comparada con la de sus contemporáneos Richard Wagner, Hector Berlioz y Robert Schumann, excepto por su ambigua relación con la famosa soprano sueca Jenny Lind, a la que conoció en octubre de 1844. Una declaración jurada del marido de Lind, Otto Goldschmidt, que se conserva actualmente en el archivo de la Mendelssohn Scholarship Foundation en la Royal Academy of Music de Londres, describe la petición de Mendelssohn a Lind en 1847 (cuando esta aún no estaba casada) para fugarse con él a América. Aunque la declaración es de conocimiento público, la Mendelssohn Scholarship Foundation no la muestra, a pesar de las peticiones realizadas para hacerla pública. Mendelssohn se encontró y trabajó con Lind en numerosas ocasiones y escribió la ópera Lorelei para ella, basada en las leyendas de doncellas del risco sobre el Rin de igual nombre y que no fue acabada debido a la muerte del compositor. Dijo que había incluido un fa♯ agudo en su oratorio Elías («Hear Ye Israel») con la voz de Lind en su mente, aunque ella no interpretó dicha parte hasta después de la muerte del compositor, en un concierto en diciembre de 1848. En 1847 Mendelssohn asistió en Londres a una representación de la obra de Giacomo Meyerbeer Robert le diable, una ópera cuya melodía odiaba, para oír el debut de Lind en el Reino Unido en su papel de Alice. Su amigo el crítico Chorley, que estaba presente con él, escribió «mientras escribo veo la sonrisa con la que Mendelssohn, cuyo placer por el talento de mademoiselle Lind era ilimitado, se volvió y me miró como si una carga de ansiedad hubiera salido de su mente. Su adhesión al talento de mademoiselle Lind como cantante era desbordante tanto como eran sus deseos de que ella tuviera éxito».
Mercer-Taylor escribe que aunque actualmente no hay grandes evidencias de una relación física entre los dos, «la ausencia de pruebas no es prueba de ausencia». Clive Brown afirma que «se había rumoreado que los documentos de la declaración jurada tienden a justificar la noción de la relación entre Mendelssohn y Lind, aunque con un grado de fiabilidad que debería ser muy cuestionable».
Sobre la muerte de Mendelssohn, Lind escribió, «[Él era] la única persona que trajo la plenitud a mi espíritu y casi tan pronto como lo encontré lo perdí de nuevo». En 1869 Lind erigió una placa en memoria de Mendelssohn en su lugar de nacimiento en Hamburgo; en 1849 había establecido la Mendelssohn Scholarship Foundation, que otorga un premio de dos años a un joven compositor británico en memoria de Mendelssohn. El primer ganador de esta beca, en 1856, fue Arthur Sullivan, que tenía 14 años de edad.
A lo largo de su vida, Mendelssohn fue cauteloso con los desarrollos musicales más radicales llevados a cabo por sus contemporáneos. Normalmente tuvo una relación de amistad, en algunos casos fría, con compositores como Hector Berlioz, Franz Liszt y Giacomo Meyerbeer, pero en sus cartas expresa su franca desaprobación por sus obras. En particular, parece que había considerado a París y su música con la mayor de las sospechas y una aversión casi puritana. Las tentativas que le hicieron para que se interesara por el Saint-Simonismo durante su visita allí acabaron en escenas comprometidas. Pensaba del estilo de ópera parisina que era vulgar y que carecía de moral y de las obras de Meyerbeer, que eran poco sinceras. Cuando Ferdinand Hiller sugirió en una conversación a Felix que se parecía a Meyerbeer (eran primos lejanos, ambos descendientes del rabino Moses Isserlis), Mendelssohn se alteró tanto que inmediatamente fue a cortarse el pelo para diferenciarse de él. Es significativo que el único músico que tuvo una estrecha relación personal de amistad con él, Ignaz Moscheles, fuera de una generación anterior a la suya e igualmente de conservador en sus puntos de vista. Moscheles preservó esta visión en el Conservatorio de Leipzig hasta su propia muerte en 1870.

## Obra

### Composiciones
Felix Mendelssohn fue un compositor que tuvo cierta influencia sobre otros compositores, notablemente en Johannes Brahms y Max Reger, en parte a sus obras, el Conservatorio de Leipzig y la promoción de la obra de J. S. Bach. Su música fue muy popular en su tiempo y sigue siéndolo en la actualidad. El registro de sus composiciones comprende 72 obras publicadas en vida y 49 obras póstumas.

#### Primeras obras
El joven Felix Mendelssohn se vio influido enormemente en su infancia por la música de Johann Sebastian Bach, Ludwig van Beethoven y Wolfgang Amadeus Mozart y las muestras de ello se pueden ver en las primeras trece sinfonías para cuerdas, escritas principalmente para ser representadas en su hogar y que no fueron publicadas o interpretadas públicamente hasta mucho tiempo después de la muerte del compositor. Escribió estas trece sinfonías entre 1821 y 1823, cuando tenía entre 12 y 14 años de edad.
Sus asombrosas capacidades fueron reveladas especialmente en un grupo de obras en su adolescencia: Sonata para clarinete y piano en mi ♭ mayor (1824), el Octeto para cuerdas (1825), la obertura de El sueño de una noche de verano (1826) (cuya forma final le debe mucho a la influencia de Adolf Bernhard Marx, un amigo íntimo de Mendelssohn en esa época) y el Cuarteto para cuerdas en la menor (listado como n.º 2 pero escrito anteriormente como n.º 1) de 1827. Estas obras muestran una comprensión intuitiva de la forma, la armonía, el contrapunto, el timbre y la técnica compositiva de Beethoven, que justifica las reclamaciones realizadas frecuentemente sobre que la precocidad de Mendelssohn superaba incluso a la de Mozart por su comprensión intelectual.

#### Sinfonías
La numeración que reciben sus sinfonías compuestas durante su madurez sigue aproximadamente su orden de publicación, en lugar de su orden de composición. El orden en el que las compuso fue: Primera, Quinta, Cuarta, Segunda y Tercera Sinfonía. La ubicación temporal de la Tercera es problemática debido a que trabajó en ella durante más de una década; comenzó los bosquejos poco después de la Quinta pero la completó después de finalizar tanto la Quinta como la Cuarta.
La Primera Sinfonía en do menor para orquesta la compuso en 1824, cuando tenía 15 años. Esta es una obra experimental, que muestra la influencia de Bach, Beethoven y Mozart. Mendelssohn dirigió su sinfonía en su primera visita a Londres en 1829 con la orquesta de la Royal Philharmonic Society. Para el tercer movimiento sustituyó una orquestación del scherzo por su Octeto. Con dicha forma la pieza fue un éxito notable y sentó las bases de su reputación en Gran Bretaña.
Durante 1829 y 1830 Mendelssohn escribió su Quinta Sinfonía, conocida como de la Reforma y que conmemoraba el 300 aniversario de la Reforma Protestante. Mendelssohn se mostró descontento con la obra y no permitió la publicación de la partitura.
La Tercera Sinfonía, conocida como Sinfonía escocesa, fue escrita y revisada intermitentemente entre 1830 y 1842. Esta pieza evoca la atmósfera de Escocia con el carácter distintivo del Romanticismo pero no emplea ninguna melodía identificable de la música tradicional escocesa. Mendelssohn publicó la partitura de la sinfonía en 1842 como un arreglo para un dueto para piano y como una partitura para orquesta completa en 1843.
Los viajes de Mendelssohn a Italia lo inspiraron para escribir su Cuarta Sinfonía, conocida como Italiana. Mendelssohn dirigió el estreno en 1833 pero no permitió la publicación de la partitura durante su vida ya que procuraba reescribirla continuamente.
En 1840 Mendelssohn compuso la coral Segunda Sinfonía, subtitulada como Lobgesang (Himno de alabanza) y su partitura fue publicada en 1841. Esta conmemoraba el 400 aniversario de la imprenta por Johannes Gutenberg.

#### Otras obras orquestales
Mendelssohn compuso la obertura para concierto Las Hébridas, conocida también como La gruta de Fingal, en 1830, inspirada en sus visitas realizadas a Escocia alrededor de finales de los años 1820. Visitó la gruta en la isla hébrida de Staffa, como parte de su gran viaje por Europa y la impresión fue tal que garabateó el tema de apertura sobre el terreno, incluyéndolo en una carta que escribió a su hogar esa misma tarde.
A lo largo de su carrera compuso varias oberturas de concierto más. Estas son interpretadas frecuentemente en la actualidad incluidas en la obertura de Ruy Blas op. 95 (por un encargo benéfico a partir de un drama de Victor Hugo, que Mendelssohn odió), Meerestille und Glückliche Fahrt (Mar calmado y próspero viaje, inspirado en un par de poemas de Johann Wolfgang von Goethe) y La bella melusina.
La música incidental para El sueño de una noche de verano (Op. 61), que incluye la famosa Marcha nupcial fue compuesta en 1843, diecisiete años después de terminar la obertura.

#### Ópera
Mendelssohn escribió algunos singspiels para interpretar ante su familia en su juventud. Su ópera Los dos sobrinos (Die beiden Neffen) fue ensayada por él en su decimoquinto cumpleaños. En 1827 compuso su obra más sofisticada, Die Hochzeit des Camacho (La boda de Camacho), basada en un episodio de Don Quijote de la Mancha, para disfrute público y producido en Berlín en 1827. Mendelssohn abandonó el teatro antes de la finalización de la primera representación y las siguientes fueron canceladas.
Aunque nunca abandonó la idea de componer una ópera completa y contemplaba muchos temas (incluyendo el Cantar de los nibelungos adaptado posteriormente por Richard Wagner) nunca escribió más de unas pocas páginas de bosquejos para cualquier proyecto. En sus últimos años el representante Benjamin Lumley intentó contratarlo para que escribiera una ópera sobre el libreto de La tempestad de Eugène Scribe e incluso lo anunció como próximo en el año de la muerte de Mendelssohn. El libreto fue usado finalmente por Jacques Fromental Halévy. Tras su muerte Mendelssohn dejó algunos esbozos de una ópera basada en la historia de Lorelei.

#### Conciertos
El Concierto para violín de Mendelssohn en mi menor, Op. 64 (1844), escrito para Ferdinand David, se ha convertido en una de las composiciones más populares del compositor. David, quien había trabajado estrechamente con Mendelssohn durante la preparación de la pieza, realizó el estreno del concierto con su violín Guarnerius.
Mendelssohn también escribió dos conciertos para piano, un concierto para violín en re menor menos conocido y anterior al otro y un concierto doble para piano y violín. Además, existen varias obras para solista y orquesta en un movimiento. Las destinadas al piano son el Rondó Brillante, Op. 29, de 1834; el Capricho Brillante, Op. 22, de 1832; y la Serenata y Allegro Giocoso Op. 43, de 1838. Los Opp. 113 y 114 son Konzertstücke (movimientos para concierto, originalmente para clarinete, corno di bassetto y piano, que fueron orquestados y representados durante la vida de Mendelssohn).

#### Música de cámara
La producción musical de Mendelssohn en su madurez contiene numerosas obras de música de cámara, muchas de las cuales demuestran una intensidad emocional que algunas personas se cuestionan la carencia de obras más importantes. En particular su Cuarteto de cuerdas n.º 6, el último de sus seis cuartetos de cuerdas y obra principal, escrito después de la muerte de su hermana Fanny, es tanto poderoso como elocuente.
Otras obras incluyen a dos quintetos de cuerdas, sonatas para clarinete, violonchelo, viola y violín, dos tríos de piano y tres cuartetos de piano. Para el Trío para piano n.º 1 en re menor, Mendelssohn excepcionalmente siguió el consejo de un compañero compositor, Ferdinand Hiller, y reescribió la parte para el piano en un estilo más romántico, al estilo de Robert Schumann, aumentando considerablemente su efecto.

#### Obras corales
Los dos grandes oratorios bíblicos, Paulus de 1836 y Elías de 1846, están enormemente influenciados por Johann Sebastian Bach. Del oratorio inacabado, Christus, el coro «Allí va una estrella de Jacob» (que junto con el recitativo precedente y el trío masculino comprende todo el material existente de esta obra) es representado en ocasiones.
Las más abiertamente romántica Die erste Walpurgisnacht (La primera noche de Walpurgis), un arreglo para coro y orquesta de una balada de Goethe describiendo los rituales paganos de los druidas en las montañas Harz en los comienzos del cristianismo, es sorprendentemente diferente. Esta destacable partitura ha sido vista por el estudioso Heinz-Klaus Metzger como una «protesta judía contra la dominación del cristianismo».
Mendelssohn también escribió muchas obras sacras para coro sin acompañamiento y para coro con órgano. Algunas fueron escritas y la mayoría han sido traducidas al inglés y siguen siendo sumamente populares. Quizás la más famosa de ellas es Hör' mein Bitten (Escucha mi oración), que en su segunda mitad contiene «O könnt' ich fliegen» (Para las alas de una paloma), que se ha convertido en extremadamente popular como pieza aparte. La obra está compuesta para coro completo, órgano y un tiple o soprano solista que tiene muchas dificultades y pasajes solistas ampliados. Como tal, es una obra particularmente favorita para los coros de niños en las iglesias y catedrales.
La melodía del himno Mendelssohn (una adaptación de William Hayman Cummings de la melodía de la cantata de Mendelssohn Festgesang) es la melodía habitual del popular himno de Charles Wesley Hark! The Herald Angels Sing. Este extracto de una composición original de los años 1840, por la que Mendelssohn se sintió no apto para componer música sagrada, es muy usada en la Navidad.

##### Canciones
Mendelssohn escribió un gran número de canciones, tanto para voz solista como para duetos, acompañadas por piano. Muchas de ellas son simples, o ligeramente modificados, ajustes estróficos. Canciones tales como «Auf Flügeln des Gesanges» («En las alas de la canción») se han hecho muy populares.
En un principio algunas de las canciones escritas por Fanny Mendelssohn aparecieron bajo el nombre de su hermano; esto fue debido en parte al prejuicio de la familia y en parte a sus propias deficiencias.

##### Piano
Canciones sin palabras son ocho ciclos que contienen seis piezas líricas cada una (dos fueron publicadas póstumamente), permanecen como sus composiciones para piano solo más famosas. Se convirtieron en obras habituales en las salas de recitales y su aplastante popularidad ha causado que muchos críticos subestimen su valor musical. Otros compositores han sido inspirados para producir piezas similares, entre los que se incluyen Charles-Valentin Alkan (los cinco conjuntos de Chants acaban con una barcarola), Antón Rubinstein, Ignaz Moscheles y Edvard Grieg.
Otras piezas para piano notables de Mendelssohn incluyen las Variaciones sérieuses, Op. 54 (1841), las Siete piezas características, Op. 7 (1827), el Rondo Capriccioso y el conjunto de los seis Preludios y fugas, Op. 35 (escritos entre 1832 y 1837).

##### Órgano
Mendelssohn tocaba el órgano y compuso para dicho instrumento desde los 11 años hasta su muerte. Sus primeras obras para este instrumento fueron los Tres preludios y fugas, Op. 37 (1837) y las Seis sonatas, Op. 65 (1845).

### Instrumentos
Para sus interpretaciones de piano, Mendelssohn utilizaba instrumentos del pianista vienés Conrad Graf. En 1832 pidió a Aloys Fuchs que le comprara un piano de Graf y se lo entregara a su casa paterna en Berlín. Mendelssohn estaba tan satisfecho con este instrumento que decidió encargar a Graf dos pianos más: uno para él y otro para la novia de su hermano.

## Legado
El exceso de conservadurismo en Mendelssohn, que lo alejó de algunos de sus contemporáneos más ostentosos, propició una condescendencia similar por parte de ellos hacia su música. Su éxito, su popularidad y sus orígenes judíos molestaron a Richard Wagner lo suficiente como para menospreciar a Mendelssohn con débiles elogios, tres años después de su muerte, en el panfleto antisemita Das Judenthum in der Musik. Este fue el comienzo de un movimiento para denigrar los logros de Mendelssohn que duró casi un siglo y cuyas secuelas todavía pueden ser apreciadas en la actualidad entre algunos escritores. El régimen nazi citaba el origen judío del compositor para prohibir la representación y publicación de sus obras. Charles Rosen, en su libro The Romantic Generation, menosprecia el estilo de Mendelssohn como «kitsch religioso», una opinión que refleja la continuación del desprecio estético de Wagner y sus seguidores musicales.
En Inglaterra, la reputación de Mendelssohn fue alta durante un largo tiempo; la aduladora (y hoy apenas legible) novela Charles Auchester de la adolescente Sarah Sheppard, publicada en 1851 y que destaca a Mendelssohn como el «Chevalier Seraphael», permaneció en imprenta durante cerca de ochenta años. La reina Victoria demostró su entusiasmo requiriendo que se incluyera una estatua del compositor en The Crystal Palace cuando fue reconstruido en 1854. La Marcha nupcial de El sueño de una noche de verano fue interpretada como parte de la música ceremonial de la boda entre la princesa Victoria, hija de la Reina, y el príncipe heredero de Prusia Federico en 1858 y desde entonces ha sido una pieza popular que se ha usado en las ceremonias nupciales. Su música sacra coral, particularmente las obras menores, siguen siendo usadas en la tradición coral popular de la Iglesia de Inglaterra. Sin embargo, muchos críticos, incluyendo a Bernard Shaw, comenzaron a condenar la música de Mendelssohn por su asociación con la cerrazón cultural victoriana; Shaw se quejaba en particular de la «gentileza aduladora del compositor, su sentimentalidad convencional y su despreciable propagación del oratorio».
Según Andrew Porter, Ferruccio Busoni consideró a Mendelssohn «un maestro de grandeza incontestada» y «un heredero de Mozart», que puede ser contrastado con su visión de compositores como Franz Schubert, al que consideraba «un aficionado con don», y Ludwig van Beethoven, del que afirmaba que «careció de técnica para expresar sus emociones».